# Psilocybe aztecorum
Psilocybe aztecorum är en svampart som beskrevs av R. Heim 1957. Psilocybe aztecorum ingår i släktet slätskivlingar och familjen Strophariaceae.   Inga underarter finns listade i Catalogue of Life.

## Källor

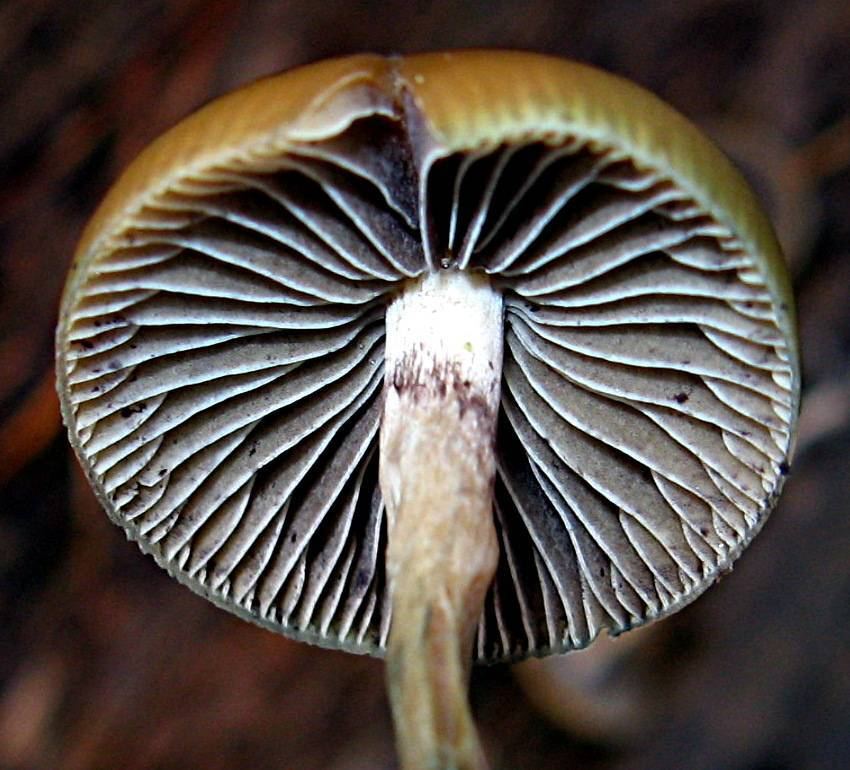
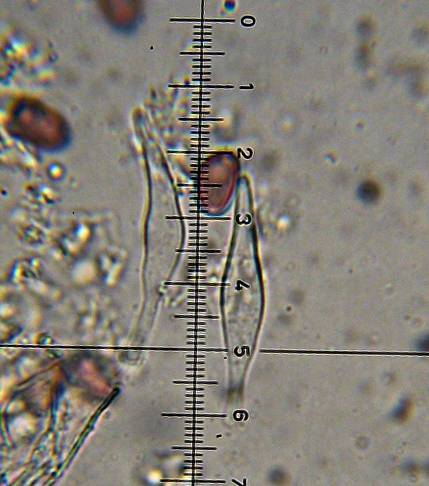
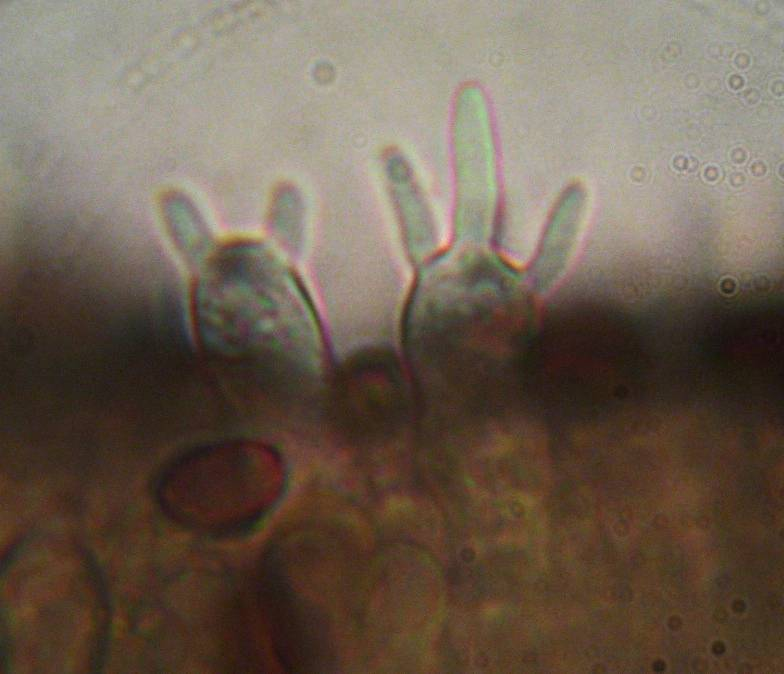
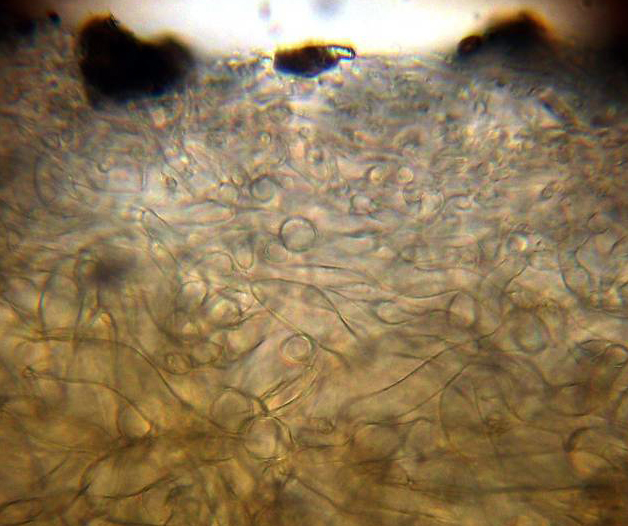
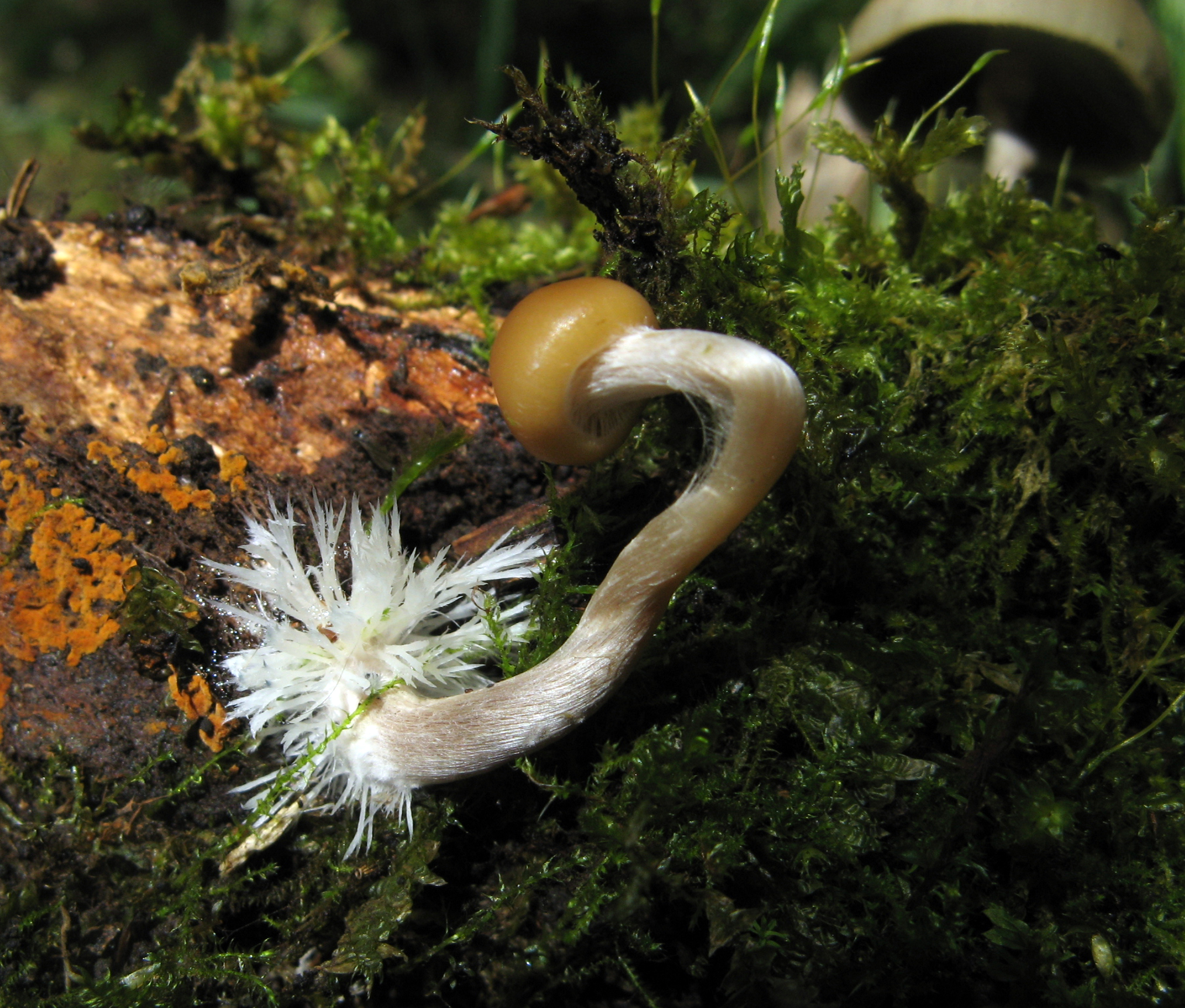
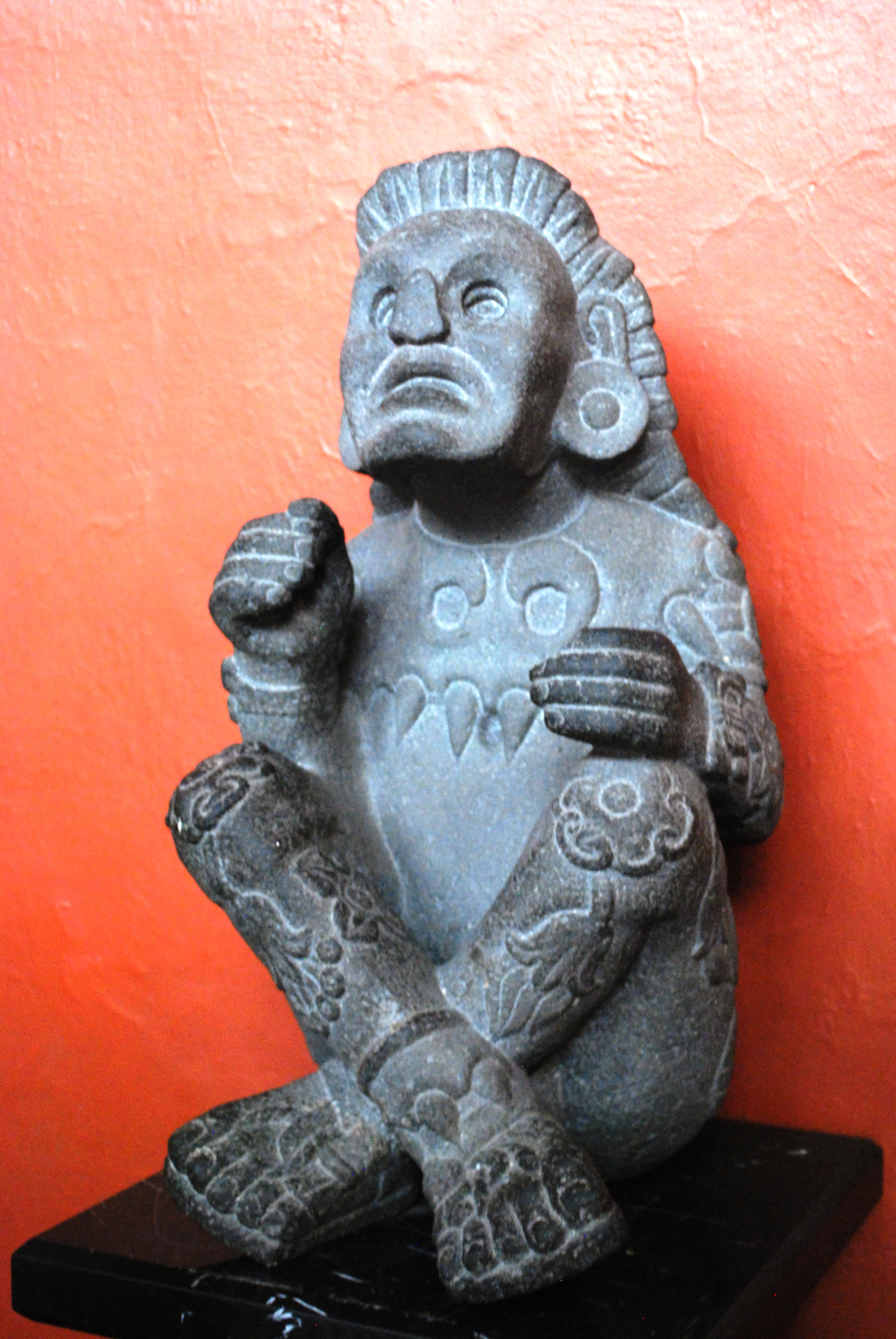
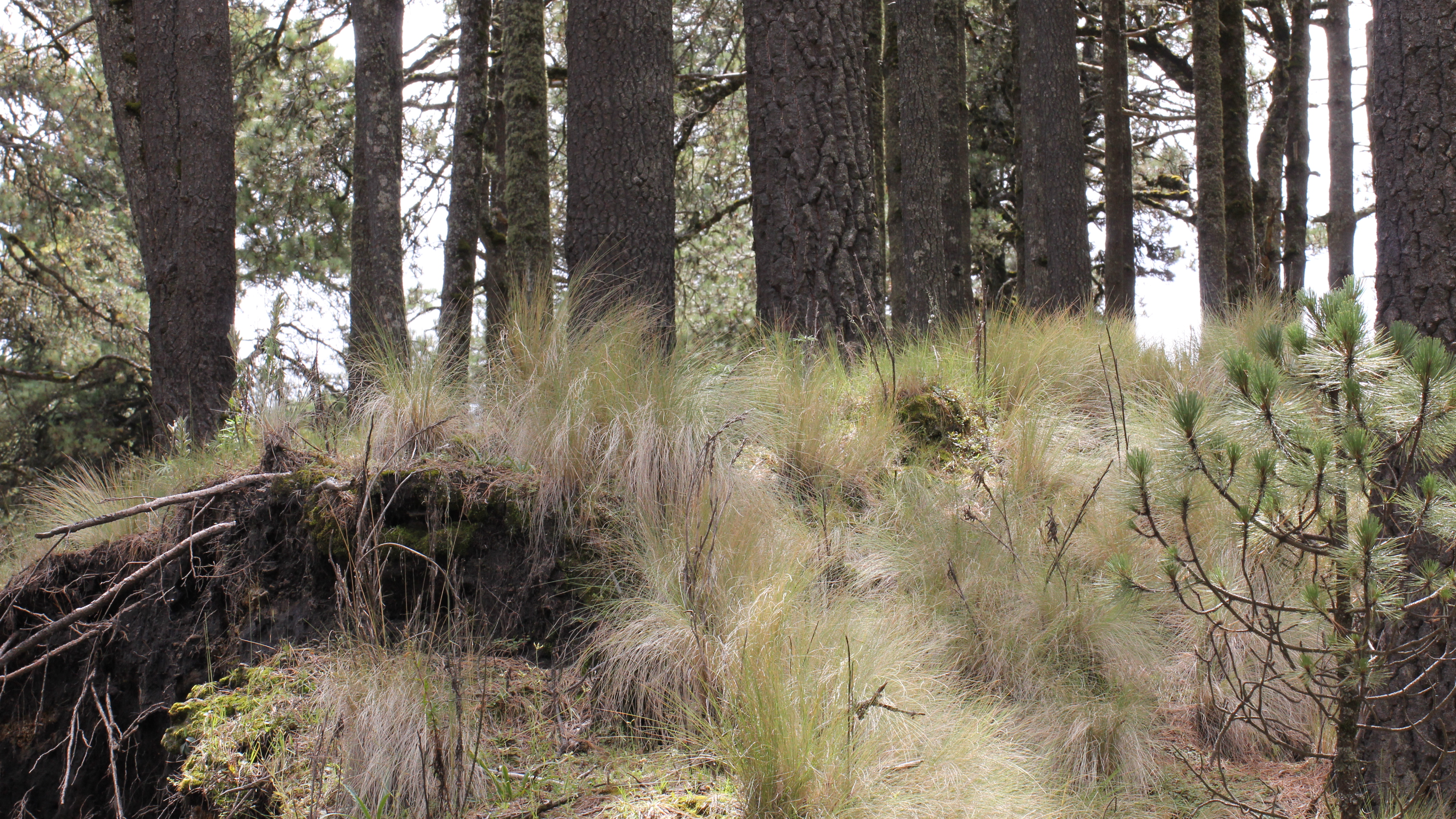